# 법관 재판

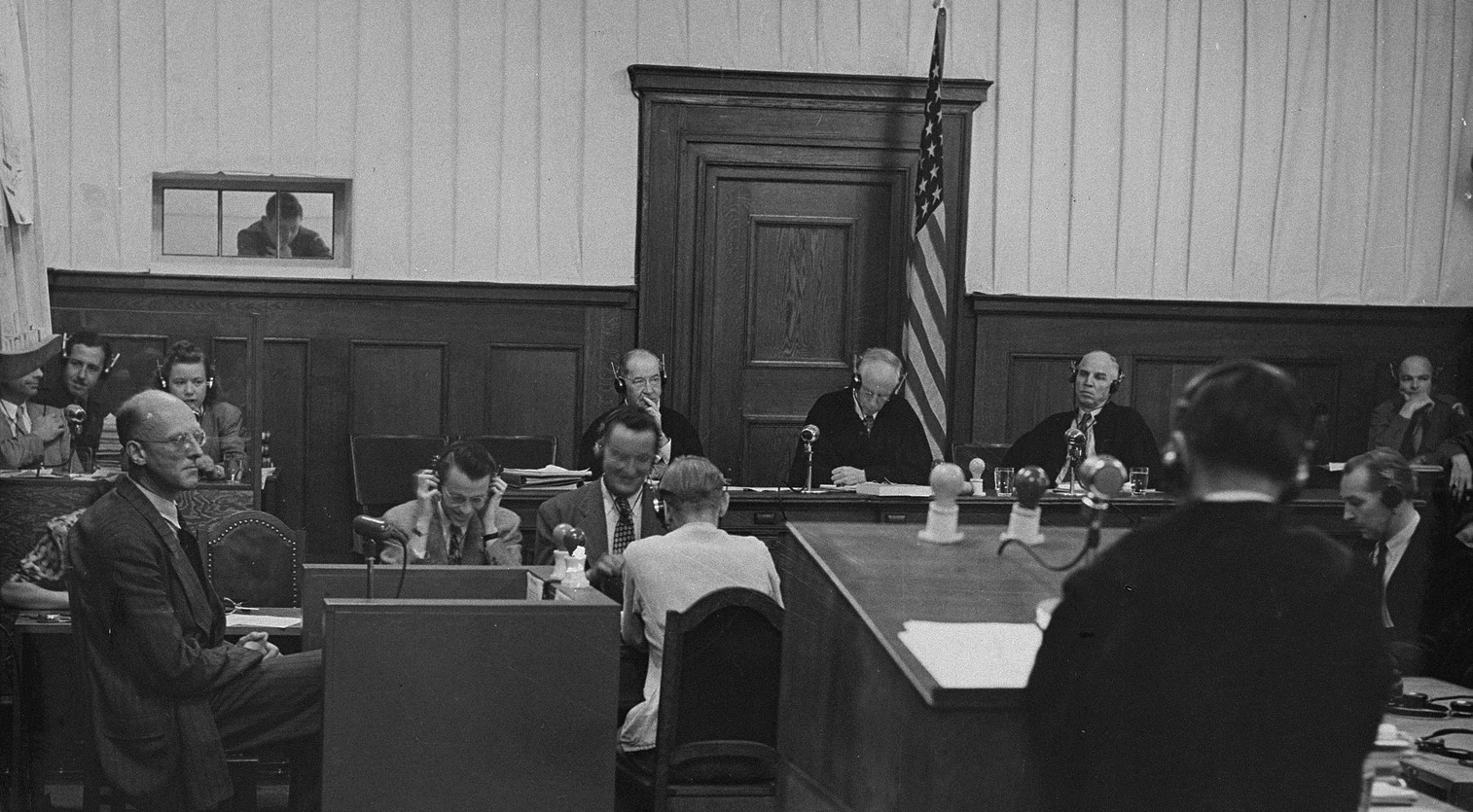
법관 재판에서 증언하는 증인.

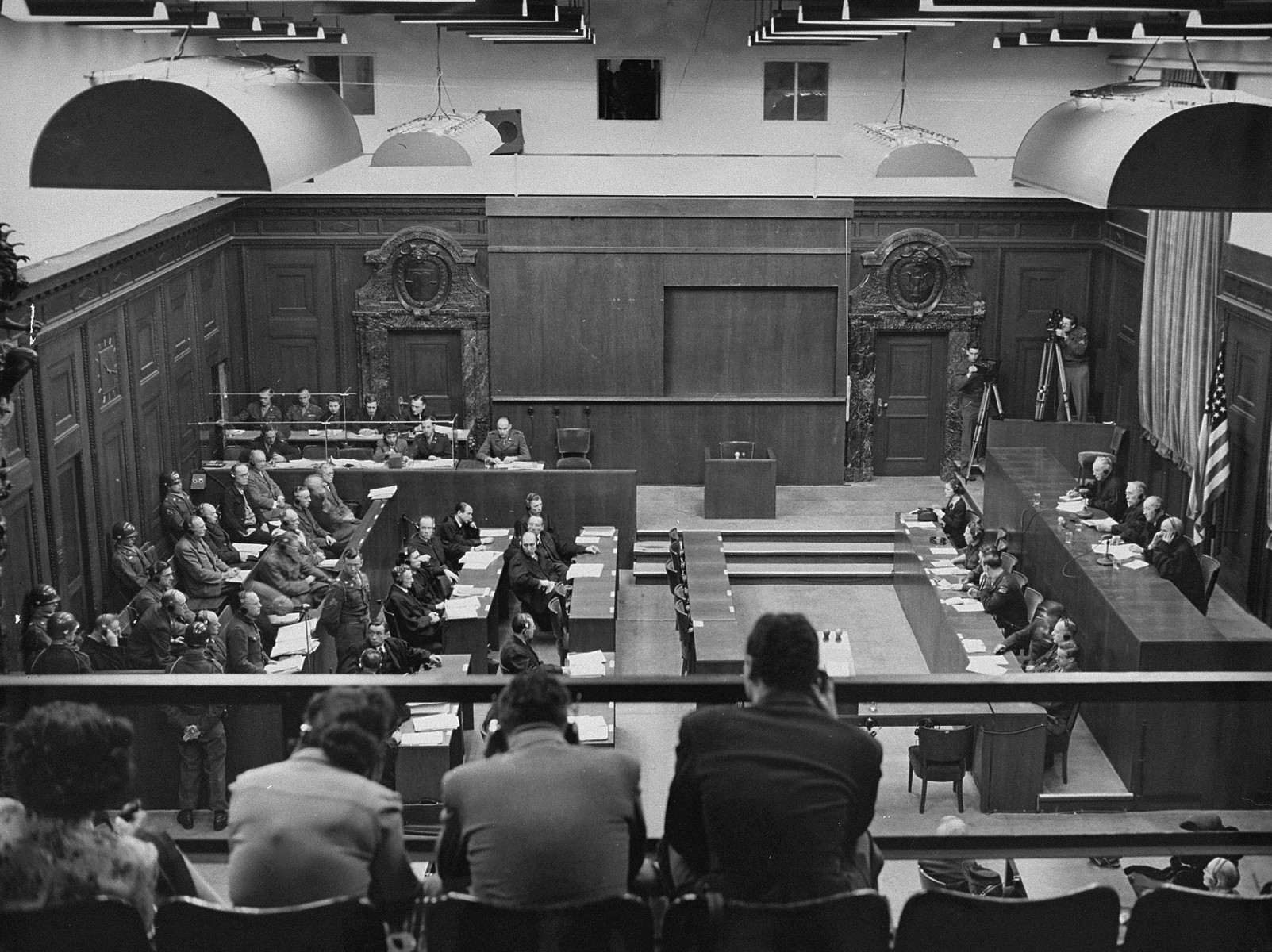
방문객 갤러리에서 본 판사 재판 뷰.

미합중국 대 요제프 알츠퇴터 외 판례(The United States of America vs. Josef Altstötter, et al.) 또는 법관 재판(독일어: Juristenprozess)은 제2차 세계 대전 이후 미군 군사법정에서 개최한 12차례의 전쟁범죄 재판(뉘른베르크 계속재판) 중 세 번째 재판이다.
본 재판의 피고인은 독일의 법학자, 법조인 16명이었다. 그 중 9명은 국가법무부 관료였고 나머지는 나치 독일 시기 특별법정과 인민법정에서 판검사로 재직했다. 피고인들은 우생학적 인종주의적 법률을 통해 나치의 "인종적 순수성"을 실행시키고 발전시킨 책임이 있다는 혐의 외 여러 혐의로 기소당했다.
판사는 캐링턴 T. 마셜, 제임스 T. 브랜드, 맬러리 B. 블레어, 저스틴 우드워드 하딩이었고 재판장은 마셜이었다. 마셜이 1947년 6월 19일 신병을 이유로 은퇴하면서 그 이후로는 브랜드가 재판장을 맡았다. 검사인단 대표는 텔퍼드 테일러였고 찰스 M. 라폴레트가 그를 보좌했다. 기소는 1947년 1월 4일에 이루어졌으며 공판은 1947년 3월 5일부터 12월 4일까지 진행되었다. 피고인 중 10인이 유죄가 확정되었으며 그 중 4인은 종신형을, 6인은 유기징역을 선고받았다. 나머지 4명은 모든 기소 내용에 대해 무혐의 석방되었다.
다만 유죄가 확정된 피고들은 대부분 1950년대에 석방되었다. 라우츠, 로텐베르거, 슐레겔베르거는 서독에서 퇴직연금을 받기까지 했다.

## 기소 내용
1. 전쟁범죄와 인도에 반한 죄를 저지르기 위한 계획 또는 음모 일체에 가담한 죄.
2. 전쟁범죄: 민형사상 재판의 남용을 통해 대량살인, 고문, 사유재산의 강탈 등을 야기한 죄.
3. 인도에 반한 죄: 위와 동일한 견지에서 노예노동 혐의를 추가한 죄.
4. 범죄조직인 NSDAP 또는 SS의 지도부 일원인 죄.

기소내용 4번은 SS 관련자 4명과 NSDAP 지도부에 관여한 4명에게 적용되었다. 두 단체는 모두 앞서 국제군사재판소 주요 전쟁범죄자 재판(뉘른베르크 본 재판)에서 범죄조직으로 판시된 바 있다.
기소 내용 1번은 재판 관할권 밖에 있다는 이유로 재판부에 의해 기각되었다.
모든 피고들은 무죄를 주장했다.

## 피고인 목록
| 사진 | 성명                | 기소 내용 | 기소 내용 | 기소 내용 | 기소 내용 | 양형        | 비고 |
| 사진 | 성명                | 1         | 2         | 3         | 4         | 양형        | 비고 |
| ---- | ------------------- | --------- | --------- | --------- | --------- | ----------- | --- |
|      | 요제프 알츠퇴터     | I         | I         | I         | G         | 5년형       | 친위대 상급지도자. NSDAP 당원(당원번호 5,823,836번). 국가노동법원 판사. 국가법무부 민사국 국장. 1950년 석방. 1979년 뉘른베르크에서 사망.       |
|      | 파울 바르니켈       | I         | I         | I         |           | 무혐의 석방 | 인민법정 국가검찰관. 1966년 뮌헨에서 사망. |
|      | 헤르만 쿠호르슈트   | I         | I         | I         | I         | 무혐의 석방 | 슈투트가르트 특별법정 법원장. 1991년 크레스브론암보덴지에서 사망.                                                                              |
|      | 쿠르트 엥게르트     | I         | I         | I         | I         | —           | 친위대 상급지도자. 국가법무부 국장. 인민법정 부법원장. 신병을 이유로 재판 무효화. 1951년 9월 8일 사망.                                         |
|      | 귄터 요엘           | I         | G         | G         | G         | 10년형      | 친위대 상급돌격대지도자. 국가법무부 사무관. 함(Hamm) 지역 검찰장. 1951년 1월 31일 존 J. 맥클로이 고등판무관에 의해 석방. 1978년 5월 12일 사망. |
|      | 헤르베르트 클렘     | I         | G         | G         |           | 종신형      | 국가법무부 차관. 1956년 20년으로 감형. 1957년 사망.                                                                                            |
|      | 에른스트 라우츠     | I         | G         | G         |           | 10년형      | 인민법정 상급국가검찰관 1951년 1월 석방. 1979년 뤼베크에서 사망.                                                                               |
|      | 볼프강 메트겐베르크 | I         | G         | G         |           | 10년형      | 국가법무부 형사국 부국장. 1950년 란츠베르크 교도소에서 사망.                                                                                   |
|      | 귄터 네벨룽         | I         | I         | I         | I         | 무혐의 석방 | 돌격대원. NSDAP 당원. 인민법정 제4재판부 부장판사. 1970년 지젠에서 사망.                                                                       |
|      | 루돌프 외샤이       | I         | I         | G         | G         | 종신형      | NSDAP 당원. 뉘른베르크 특별법정 법원장(로타우크의 후임). 1956년 20년으로 감형. 1980년 9월 12일 노이스에서 사망.                                |
|      | 한스 페터젠         | I         | I         | I         |           | 무혐의 석방 | 돌격대 집단지도자. 인민법정 제1재판부 판사. 1963년 사망.                                                                                       |
|      | 오스발트 로타우크   | I         | I         | G         | I         | 종신형      | 뉘른베르크 특별법정 법원장. 인빈법정 국가검찰관. 1956년 12월 22일 20년으로 감형. 1967년 쾰른에서 사망.                                         |
|      | 쿠르트 로텐베르거   | I         | G         | G         |           | 7년형       | 함부르크 상급재판소 재판소장. 국가법무부 차관. 1950년 석방. 1959년 함부르크에서 사망.                                                          |
|      | 프란츠 슐레겔베르거 | G         | I         | G         |           | 종신형      | 국가법무부 차관. 국가법무장관대리(1941년-1942년). 1950년 신병을 이유로 석방. 1970년 플렌스부르크에서 사망.                                     |
|      | 빌헬름 폰 아몬      | I         | G         | G         |           | 10년형      | 국가법무부 형사국 사무관. 1951년 1월 31일 존 J. 맥클로이 고등판무관에 의해 석방. 1992년 사망.                                                  |
|      | 카를 베스트팔       | I         | I         | I         |           | —           | 국가법무부 사무관. 1946년 기소당한 이후 공판이 시작되기 전에 자살.                                                                             |

I — 기소됨   G — 기소되었고 유죄 판결
나치 사법부의 최고위직을 차지하던 인물들은 대부분 기소되지 못했다. 국가법무장관 프란츠 귀르트너는 1941년 죽었고, 후임 장관 오토 게오르크 티라크는 1946년 자살했다. 인민법정 법원장 롤란트 프라이슬러는 1945년 베를린 공습 때 폭탄을 맞고 죽었다. 나치 법관들의 대관구지도자였던 귄터 폴머도 1945년 살해되었다. 국가내무부 차관이자 국가내무부 법률고문이었던 한스 글로프케(1973년 사망)는 생존 중이었으나 기소되지 않았고 증인으로 출석했다.

## 참고 문헌
- Trial proceedings from the Mazal Library.
- Description of the trial from the U.S. Holocaust Memorial Museum.
- The Justice Trial